# Club Nintendo
Club Nintendo var ett koncept från tv-spelstillverkaren Nintendo, som består av speltidningar och kundförmånsprogram. Tidningarna och förmånsprogrammen skiljer sig mellan olika länder.
Den 20 januari 2015 rapporterade Nintendo att Club Nintendo skulle läggas ner den 30 juni 2015 i Nordamerika och den 30 september 2015 i Europa och Japan på grund av ett nytt kommande förmånsprogram. Spelet Flipnote Studio 3D blev senare gratis under en begränsad tid för medlemmar av Club Nintendo i Nordamerika, och medlemmar i Europa skulle under släppet av det nya förmånsprogrammet få Flipnote Studio 3D gratis.
Den 17 mars 2015, kort efter att Nintendo började sitt samarbete med DeNA, rapporterade de att ett nytt förmånsprogram under namnet My Nintendo skulle släppas och ersätta Club Nintendo. My Nintendo släpptes i Japan den 17 mars 2016 tillsammans med Nintendos första mobilapp, Miitomo.

## Tidningar
Med start 1989 började flera av Nintendos europeiska distributörer ge ut nyhetsbrev och tidningar under namnet Club Nintendo. I Sverige hette klubben och nyhetsbrevet ursprungligen Nintendo Videospelklubb, men bytte till Club Nintendo 1991. Liknande utskick fanns även Danmark, Finland, Grekland, Nederländerna, Norge, Slovenien och Tyskland. Samtliga lades så småningom ner; det sista numret av svenska Club Nintendo gavs ut i december 2006.
Club Nintendo var även namnet på tidningar i Mexiko (1990–) och Australien (1991–2006).
I andra länder fanns liknande tidningar, men med andra namn, som Nintendo Magazine System/Official Nintendo Magazine i Storbritannien (1992–) och Nintendo Power i USA (1988–2012).

## Kundförmånsprogram
Redan när Nintendo lanserade NES på 1980-talet fanns det intresseklubbar för Nintendospelare under namnet Club Nintendo. Sedan Internet blev allmänt tillgängligt och del av spelen drev Nintendo ett nätbaserat förmånsprogram under detta namn. Programmet erbjöd förmåner åt medlemmar. Medlemmarna kunde samla poäng (stjärnor; i Nordamerika mynt) genom sina inköp av spel och hårdvara. Poängen kunde sedan växlas in mot priser som bilder, musik, kläder, accessoarer, speltillbehör och i sällsynta fall exklusiva spel.
Den första marknaden som fick ett sådant förmånsprogram var Europa, men då under namnet VIP 24:7, som lanserades 3 maj 2002 i samband med Nintendo Gamecube. Namnet Club Nintendo började användas 31 oktober 2003 när den japanska klubben startades. VIP 24:7 bytte namn till Club Nintendo vid lanseringen av Wii 2006. En nordamerikansk klubb lanserades 15 december 2008, och ersatte då det gamla programmet My Nintendo.
Det europeiska förmånsprogrammet var endast tillgängligt i Belgien, Frankrike, Irland, Italien, Nederländerna, Spanien, Storbritannien, Portugal och Tyskland. Den skandinaviska Nintendodistributören Bergsala lade ner Club Nintendo 2006 av ekonomiska skäl.